# Они су
Они су или Синдикална борба је албум српске хип хоп групе Београдски синдикат, које је изашало у децембру 2006. године. То је друго остварење издавачке куће Прохибиција. У албуму се говори о реалности српског народа. Комплетан приход овог албума је био намењен фонду за изградњу „сигурне куће“ за жртве насиља у породици. Албум је изашао три месеца после објављивања песме „Ми смо та екипа“, коју су чланови групе урадили у сарадњи са Ватерполо савезом Србије, као незваничну (навијачку) химну Ватерполо првенстава Европе одржаном у Београду исте године.

## Списак нумера
1. Они су - (3:13)
2. Преторијанска гарда - (4:11)
3. Већ виђено - (3:57)
4. Метална прашина - (6:33)
5. Ми смо та екипа - (2:53)